# Long Creek (Oregon)
Long Creek – miasto w Stanach Zjednoczonych, w stanie Oregon, w hrabstwie Grant.